# Кубок чемпионов Содружества 1996 среди женских команд
Вслед за мужчинами, в 1996 году свой Кубок чемпионов Содружества по футболу решили разыграть и женщины, но, в отличие от мужского, он был без титульного спонсора и призового фонда.
В турнире приняли участие только два чемпиона: донецкий «Донецк-Рось» с Украины и брестская «Виктория» из Белоруссии.
Россия была представлена вторым призёром чемпионата страны — самарским ЦСК ВВС (чемпион России «Энергия» (Воронеж) в это время находился в зарубежном турне) и московским клубом «Чертаново-СКИФ» — в качестве хозяина поля (6 результат по итогам сезона 1995 года).
Это был первый розыгрыш Кубка чемпионов Содружества среди женских команд. В турнире следующего года планировалось участие восьми команд, разбитых по двум группам. Была ещё попытка проведения подобного турнира «Дружба-2003».
Сроки и место проведения турнира были совмещены с мужским турниром.

## Результаты матчей
| 2 февраля 1996 ½ финала | Чертаново-СКИФ | 0:1   | Виктория (Брест)      | Москва                                                         |
| |                | [ 2 ] | Т. Волкова 55′ (пен.) | Стадион: манеж «Динамо» Зрителей: 100 Судья: А. Лукин (Москва) |
| Чертаново-СКИФ: Фролова, Немова ( 15' Е. Федотова), Фомина, Кучер, Карасева ( 8' Голубева), Гаврилина, Королева, Сотникова, Панюшкина, Титкова, Лукина · Виктория (Брест): А. Волкова, Т. Волкова, Глядко, Храповицкая , Карпова ( 55' Татаринова), Горевая, Бармута, Петрачкова, Казеева, Сысоева, Адамчук |                |       |                       |                                                                |

| 2 февраля 1996 ½ финала | ЦСК ВВС    | 1:0 | Донецк-Рось | Москва                                             |
| | Светлицкая |     |             | Стадион: манеж «Динамо» Судья: А. Киселев (Москва) |
| ЦСК ВВС: Петько, Кононова, Приходько ( 57' Марченко), Литвинова, Дауренбекова, Покотило, Джарболова, Григорьева, Светлицкая, Егорова, Савина ( 31' Козельская) · Донецк-Рось: Савченко, Мазуренко, Позднякова, Кривопишина, Бажан, Сергиенко , Ермакова, Зинченко, Мищенко, Фришко, Верезубова |            |     |             |                                                    |

| 3 февраля 1996 матч за 3 место | Донецк-Рось       | 4:0 | Чертаново-СКИФ | Москва                                           |
| | Зинченко · Фришко |     |                | Стадион: манеж «Динамо» Судья: С. Шмолик (Брест) |
| Донецк-Рось: Савченко, Мазуренко, Верезубова, Позднякова, Бажан, Кривопишина, Ермакова , Мищенко, Сергиенко, Зинченко, Фришко · Чертаново-СКИФ: Магакян, Голубева ( 31' Карасева), Немова ( 40' Е.Федотова), Кучер, Панюшкина, Гаврилина, Фомина, Сотникова, Королева, Титкова, Лукина |                   |     |                |                                                  |

| 3 февраля 1996 Финал | ЦСК ВВС                         | 2:0   | Виктория (Брест) | Москва                                                            |
| | Козельская 19′ · Светлицкая 53′ | [ 2 ] |                  | Стадион: манеж «Динамо» Зрителей: 100 Судья: Ю.Вергопуло (Москва) |
| ЦСК ВВС: Петько, Кононова ( 42' Марченко), Приходько ( 1' Козельская), Литвинова, Дауренбекова ( 56' Филиппова), Покотило, Джарболова, Григорьева ( 45' Дорошева), Светлицкая, Егорова, Савина ( 31' Нуркенова) · Виктория (Брест): А.Волкова, Т. Волкова, Глядко, Храповицкая, Казеева, Горевая, Бармута, Татаринова ( 53' Шолохова), Петрачкова, Сысоева, Адамчук |                                 |       |                  |                                                                   |

## Сетка плей-офф
|  | Полуфинал           | Полуфинал |                     |   | Финал | Финал |
|  |                     |           |                     |   |       |       |
|  | 02 февраля — Москва |           |                     |   |       |       |
|  |                     |           |                     |   |       |       |
|  | Виктория            | 1         |                     |   |       |       |
|  | Виктория            | 1         | 03 февраля — Москва |   |       |       |
|  | Чертаново           | 0         |                     |   |       |       |
|  | Чертаново           | 0         | Виктория            | 0 |       |       |
|  | 02 февраля — Москва |           | Виктория            | 0 |       |       |
|  |                     | ЦСК ВВС   | 2                   |   |       |       |
|  | ЦСК ВВС             | ЦСК ВВС   | 2                   | 1 |       |       |
|  | ЦСК ВВС             |           |                     | 1 |       |       |
|  | Донецк-Рось         | 0         |                     |   |       |       |
|  | Донецк-Рось         | 0         | Матч за 3-е место   |   |       |       |
|  |                     |           |                     |   |       |       |
|  | 03 февраля — Москва |           |                     |   |       |       |
|  |                     |           |                     |   |       |       |
|  | Донецк-Рось         | 4         |                     |   |       |       |
|  | Донецк-Рось         | 4         |                     |   |       |       |
|  | Чертаново           | 0         |                     |   |       |       |

| Победитель Кубка Содружества 1996 |
| --------------------------------- |
| «ЦСК ВВС» (Самара) Первый титул   |

## Бомбардиры
- 3  Наталья Зинченко («Донецк-Рось»)
- 2  Александра Светлицкая («ЦСК ВВС»)
- 1  Елена Козельская («ЦСК ВВС»), Светлана Фришко («Донецк-Рось»), Татьяна Волкова («Виктория»)